# Hans Battermann

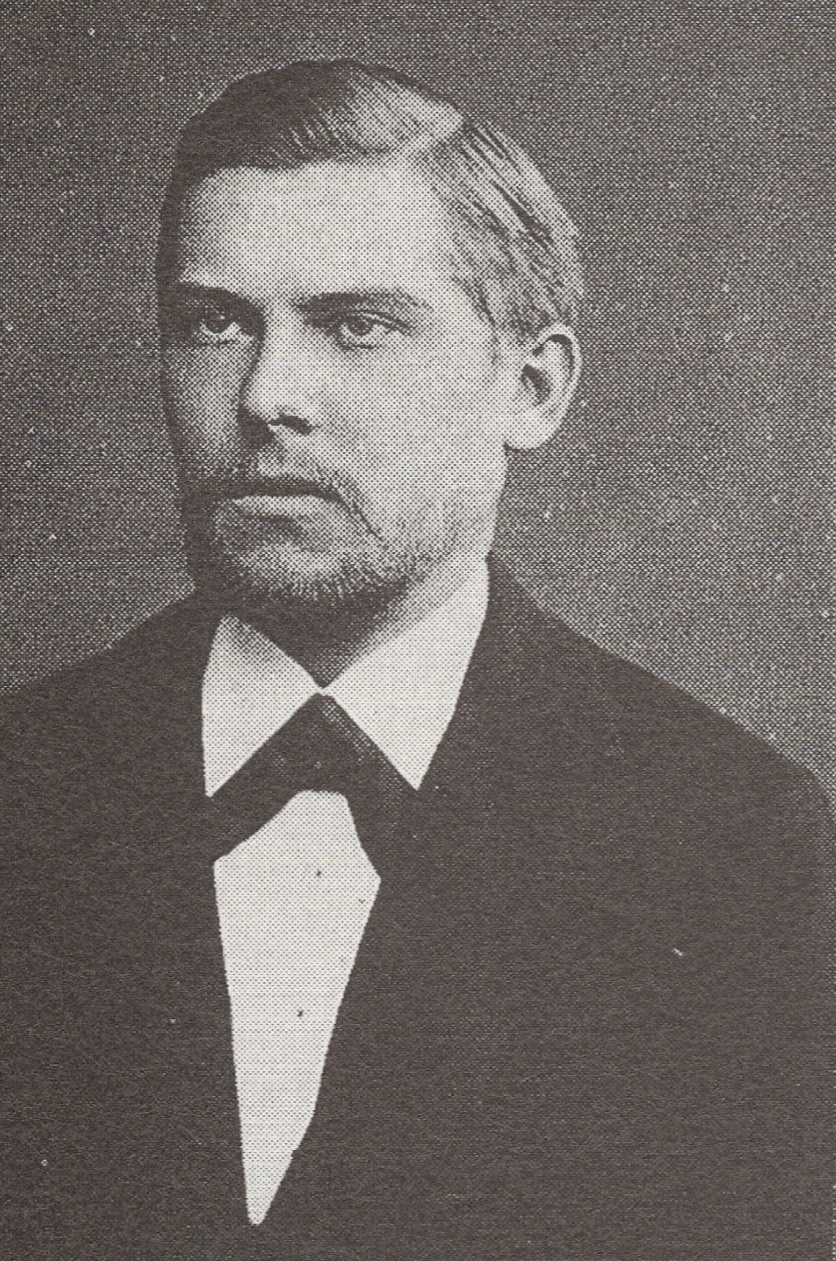
Hans Battermann

Hans Battermann (* 20. Juni 1860 in Bückeburg; † 15. Juni 1922 in Blankenburg) war ein deutscher Astronom.

## Leben
Nach dem Abitur am Gymnasium Adolfinum Bückeburg studierte Battermann ab 1877 Astronomie an der Friedrich-Wilhelms-Universität Berlin und promovierte 1881 zum Dr. phil. Nach anderthalb Jahren an der Deutschen Seewarte in Hamburg war er von 1883 bis 1888 Rechner bei der Reichskommission für die Beobachtung des Venusdurchgangs.
Nach neun Monaten an der Sternwarte Göttingen kehrte er zum zweiten Mal an die Berliner Sternwarte zurück, an der er 1891 Observator wurde. Er arbeitete am Berliner Meridiankreis und studierte Sternbedeckungen.
Zum 1. April 1904 berief ihn die Albertus-Universität als Direktor der Sternwarte Königsberg, deren Weltgeltung Friedrich Wilhelm Bessel begründet hatte. Nachdem er 1916/17 einen Schlaganfall erlitten hatte, trat Battermann am 31. März 1919 von dem ehrenvollen Amt zurück und übersiedelte mit seiner Frau und Cousine Anna, geb. von Michalkowski, nach Blankenburg.

## Schriften (Auswahl)
- Beiträge zur astronomischen Aberrationslehre. (= Dissertation Universität Berlin). A. W. Schade’s Buchdr., Berlin 1881, OCLC 250843283.
- Beiträge zur Bestimmung der Mondbewegung und der Sonnenparallaxe aus Beobachtungen von Sternbedeckungenam 6 füss. Merz’schen Fernrohr der Berliner Sternwarte. (= Beobachtungs-Ergebnisse der Königlichen Sternwarte zu Berlin. Nr. 5.) Berlin 1891, OCLC 65144334.
- Mittlere Oerter von 1640 Sternen für das Aequinoctium 1895,0. 1895, OCLC 65410436.